# Дакша Саварни
Дакша Саварни (Санскр. दक्षसावर्णि) — в индийской мифологии считается будущим Ману, в грядущей девятой манвантаре.

## Описание
Согласно Маркандея-пуране, он — сын Дакши, который также известен как Саварна. Также есть версия, что он сын Варуны. Девятая Манвантара произойдет в будущем, нынешняя — седьмая, и Ману сейчас — Вайвасвата. В девятой Манвантаре Индрой будет Картикея (Нарада-пурана сообщает, что им будет Адбута). Боги той Манвантары будут называться Параватами. Согласно Маркандея-пуране, саптариши в этой Манвантаре будут Медатити, Басу, Сатья, Джиотишмана, Дьютимана, Сабала и Хавьявахана.